# Lasiobelonium variegatum
Lasiobelonium variegatum är en svampart som först beskrevs av Karl Wilhelm Gottlieb Leopold Fuckel, och fick sitt nu gällande namn av Raitv. 1980. Lasiobelonium variegatum ingår i släktet Lasiobelonium och familjen Hyaloscyphaceae.  Arten är reproducerande i Sverige. Inga underarter finns listade i Catalogue of Life.